# Przewalutowanie
Przewalutowanie – zamiana zobowiązania (należności), którego wartość wyrażona jest w jednej walucie na zobowiązanie (należność) nominowane w innej walucie, według określonego kursu walutowego. Przewalutowania nie należy utożsamiać z wymianą walut. Ta ostatnia ma charakter kasowy i skutkuje przepływami finansowymi w obu walutach. Przewalutowanie może mieć natomiast charakter czysto księgowy.

## Usługi bankowe

### Umowa kredytu
Przewalutowanie może zostać zastosowane np. w przypadku kredytu udzielonego w walucie obcej. Zmiana waluty, w której wyrażona jest kwota kredytu może spowodować konieczność renegocjacji innych warunków umowy kredytowej (np. oprocentowania, marży, ubezpieczenia itp.).

### Karta płatnicza
Przewalutowanie jest operacją spotykaną także w operacjach kartami płatniczymi za granicą. W tej sytuacji bank wystawiający kartę rozlicza się z operatorem (Visa, MasterCard) w walucie obsługi karty, aby następnie dokonać wewnętrznej zmiany waluty.